# Uniformi dell'esercito tedesco (1935-1945)

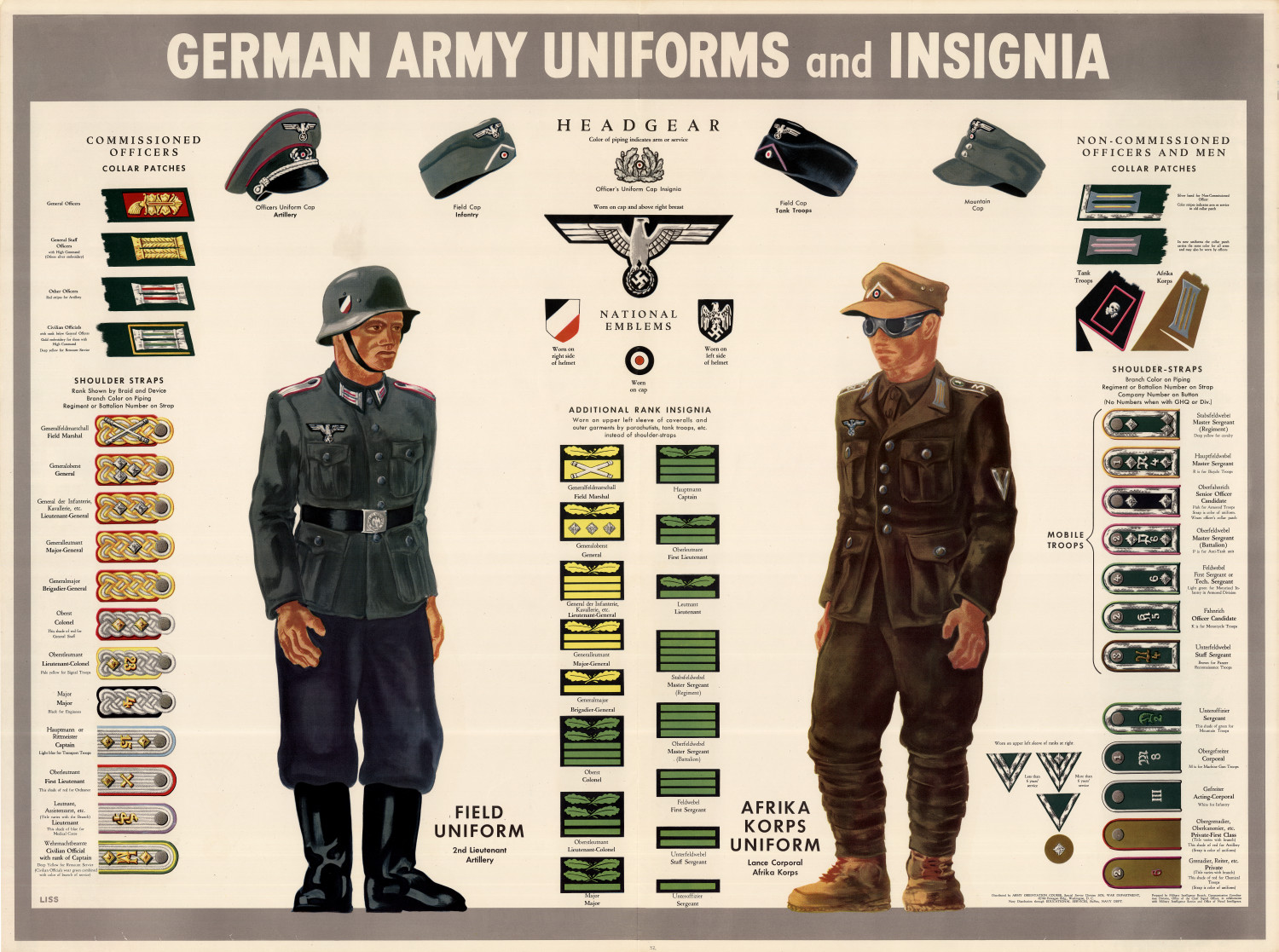
Poster a colori raffigurante le insegne, gli stemmi, i cappelli e le uniformi dell'esercito tedesco. Il poster presenta due figure: a sinistra un soldato tedesco che indossa l'uniforme da campo di lana grigio-verde e a destra un soldato tedesco che indossa l'uniforme tropicale di cotone verde oliva (Afrika Korps). In alto sono raffigurati anche gli emblemi nazionali indossati sul copricapo.

Quella che segue è una panoramica generale delle principali uniformi dell'esercito tedesco (Heer), utilizzate prima e durante la seconda guerra mondiale.
L'esercito tedesco si trovò a combattere sui più disparati campi di battaglia, dai deserti roventi dell'Africa alle regioni gelide della Russia, e dovette continuamente creare uniformi militari adatte al terreno. Una varietà di uniformi e berretti furono create sulla base delle normali uniformi da campo.
Gli equipaggi dei carri armati e dei veicoli corazzati e gli artiglieri d'assalto avevano le loro uniformi uniche che differivano notevolmente dalle normali uniformi da campo del resto dell'esercito.
Occorre notare che termini come M40 e M43 non sono mai stati adottati dalla Wehrmacht, ma sono stati introdotti successivamente dai collezionisti moderni per distinguere le diverse evoluzioni della tunica da campo modello 1936, dal momento che l'M36 è stato costantemente semplificato e ottimizzato a guerra iniziata per velocizzare i tempi di confezionamento e per recepire l'esperienza di utilizzo bellico.
Nell'esercito tedesco, i sottufficiali e i soldati indossavano le uniformi militari fornite dall'esercito, mentre gli ufficiali solitamente si facevano confezionare le proprie uniformi su misura da negozi specializzati che, benché seguissero le normative dell'uniforme, potevano introdurre delle variazioni sartoriali. A questo scopo, gli ufficiali ricevevano un'indennità per il vestiario.

## Insegne

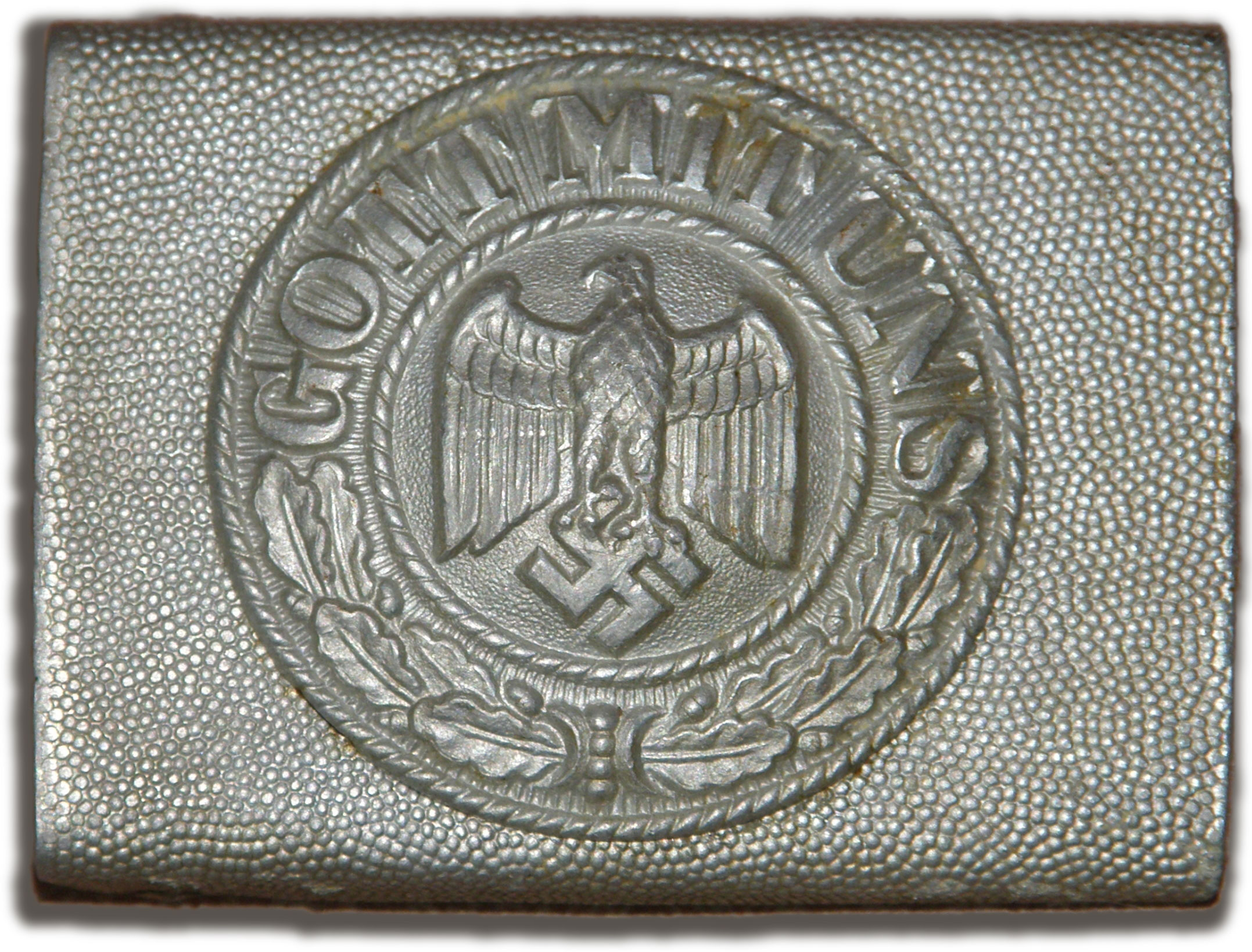
Fibbia della cintura militare

Le uniformi dell'Esercito tedesco (Heer), la forza terrestre della Wehrmacht, si distinguevano dagli altri rami principalmente per l'impiego di due simboli: la forma militare della Wehrmachtsadler o Hoheitszeichen (emblema nazionale) che era indossata sopra il taschino destro e, con alcune eccezioni, le linguette del colletto recanti un paio di Litzen (Doppellitze "doppia treccia"), un dispositivo ereditato dall'antica guardia prussiana, due barre parallele orizzontali che somigliavano, se viste di lato, al numero romano II. Sia l'aquila che il Litzen erano, nel caso più semplice, ricamati a macchina o tessuti in bianco o grigio, ma per gli ufficiali potevano essere ricamati a mano in seta, argento o alluminio e per i generali in oro). Le insegne del grado venivano indossate sugli spallacci ad eccezione dei giovani arruolati (Mannschaften), che indossavano spallacci disadorni e le loro eventuali insegne di grado sulla manica superiore sinistra. I sottufficiali indossavano una treccia argentata o grigia da 9 mm attorno al bordo del colletto.
Gli spallacci e, in molti casi, le toppe sui colletti erano bordati o rivestiti adottando Waffenfarbe (in tedesco: "colori del corpo"), un codice a colori in grado di identificare visivamente il ramo di servizio a cui apparteneva l'unità (ad esempio: bianco per la fanteria, rosso per l'artiglieria, rosa/rosa per le truppe Panzer).
La maggior parte delle fibbie delle cinture avevano l'Heeresadler con la scritta "Gott mit uns" ("Dio con noi").

## Uniforme da campo e da servizio

### Tunica da campo (Feldbluse)

#### Modello 1936

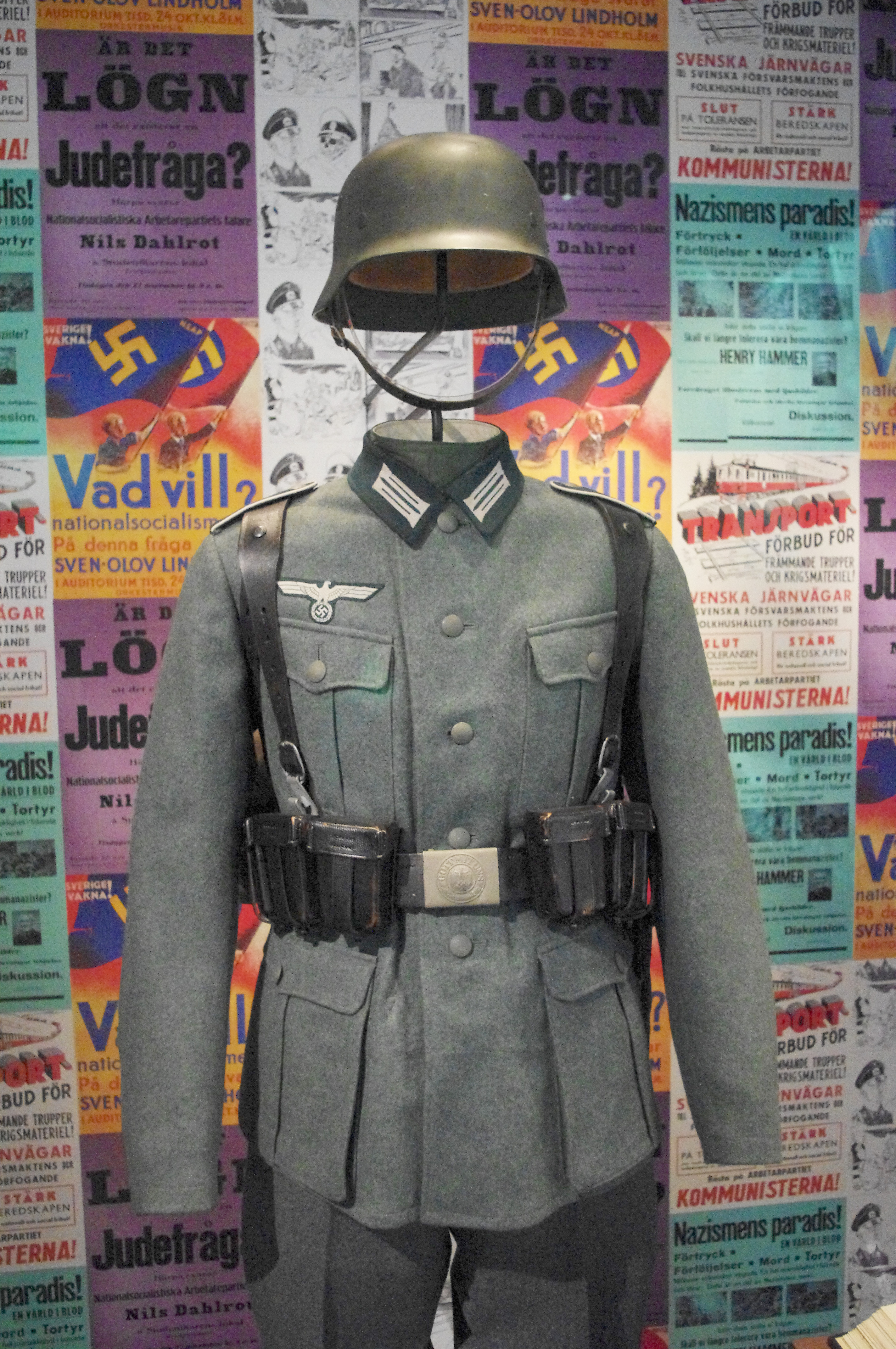
Uniforme M36 per soldato di fanteria. Da notare il colletto e gli spallacci verde scuro (con Waffenfarbe bianco), le insegne del colletto Litzen e il Wehrmachtsadler sopra il taschino destro.

Quando i nazisti salirono al potere all'inizio del 1933, la Reichswehr, le forze armate della Repubblica di Weimar, era al termine di un progetto biennale volto a ridisegnare la Feldbluse dell'esercito (camicia da campo). A partire da quell'anno la nuova tunica fu consegnata al Reichsheer e poi alla Wehrmacht Heer in rapida espansione numerica, anche se piccole modifiche al design continuarono ad essere apportate fino alla comparsa dell'Heeres Dienstanzug Modell 1936 standardizzato. La tunica M36 conservava ancora il tradizionale colore dell'uniforme imperiale e del Reichswehr di lana grigio-verde "grigio campo" (Feldgrau), ma incorporava quattro tasche applicate sul davanti con risvolti e pieghe smerlati (sulle tuniche del Reichswehr le tasche inferiori erano interne e angolate). La parte anteriore era chiusa con cinque bottoni invece dei precedenti otto, e il colletto e gli spallacci erano di un verde bottiglia scuro invece che del grigio della Reichswehr.[1]
Rispetto alle uniformi dell'era di Weimar, la falda della feldbluse era più corta e il taglio era più aderente al corpo a causa dell'adozione della guerra meccanizzata da parte della Germania: i soldati ora trascorrevano molto tempo nello spazio ristretto di un veicolo e una giacca più corta aveva meno probabilità di raccogliere lo sporco dai sedili.
La tunica comprendeva anche un sistema di sospensione interna, grazie al quale un soldato poteva appendere la cintura dell'equipaggiamento a una serie di ganci che fuoriuscendo dalla tunica, erano collegati a due cinghie interne alla fodera che avevano il compito di distribuire il peso dell'attrezzatura senza dover utilizzare bretelle esterne.
L'M36 fu prodotto e distribuito fino alla fine della guerra, anche se le variazioni successive divennero predominanti.
Le uniformi da campo delle SS avevano un aspetto esteriormente simile, anche se per adattarsi alle loro insegne più grandi avevano un colletto più ampio in grigio-verde (feldgrau) e le tasche inferiori erano di tipo a taglio angolato simil all'abito di servizio nero o grigio delle SS. Il secondo bottone della Feldbluse delle SS era posizionato leggermente più in basso, in modo che l'uniforme potesse essere indossata con il colletto aperto e la cravatta. A causa di problemi di approvvigionamento, alle SS venivano spesso fornite uniformi dell'Heer.

#### Tunica M40

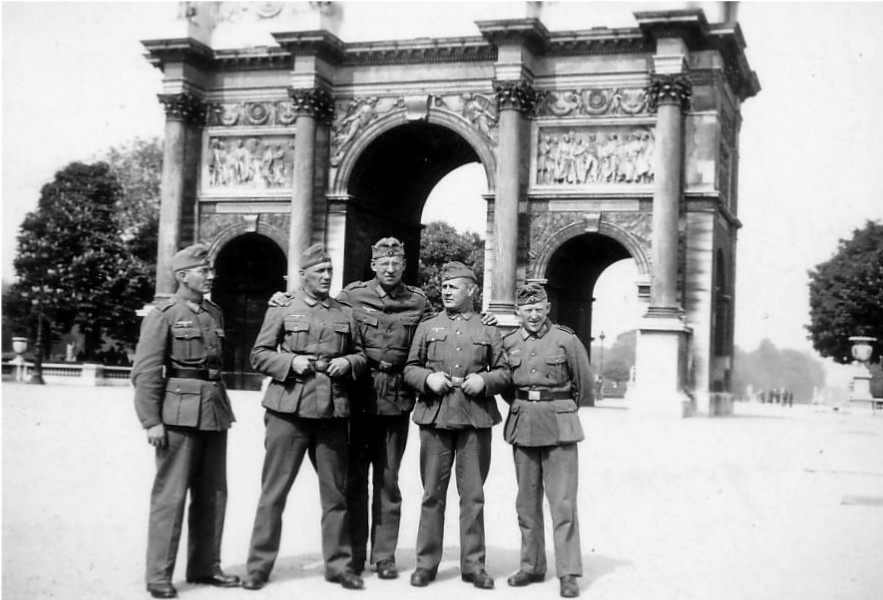
Tedeschi a Parigi, 1940

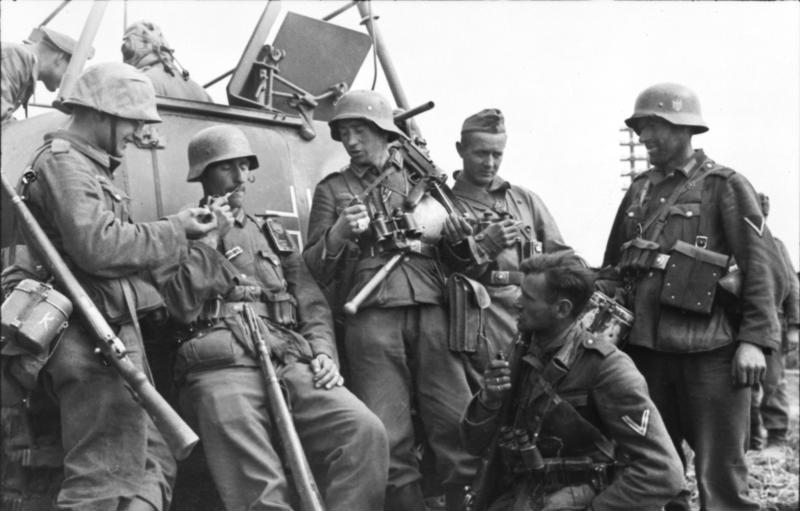
Soldati tedeschi con Stahlhelme in Unione Sovietica nel 1942

L'uniforme M40 è stata la prima modifica introdotta in ordine di tempo al design dell'uniforme standard dell'esercito. Differiva dall'M36 solo per la sostituzione del feldgrau con il colletto e gli spallacci verde bottiglia, che iniziarono ad essere gradualmente eliminati nel 1938/39, sebbene la maggior parte degli esempi di combattimento mostri che questa variazione cominciò ad apparve solo 1940, giustificando la denominazione non ufficiale M40. Alle truppe piacevano i colletti precedenti di colore verde, per cui non è raro rilevare tuniche M40 (e successive) modificate recuperando vecchi colletti M36 o rivestendo il colletto esistente.

#### Tunica M41
L'M41 è esattamente identica all'M40, con la sola modifica del numero di bottoni nella parte frontale: 6 bottoni al posto di 5, a causa del declino della qualità del materiale, che ormai era costituito per il 50% o più da rayon viscosa e da materiali riciclati scadenti. Le uniformi in dotazione delle SS rimasero comunque con 5 bottoni.

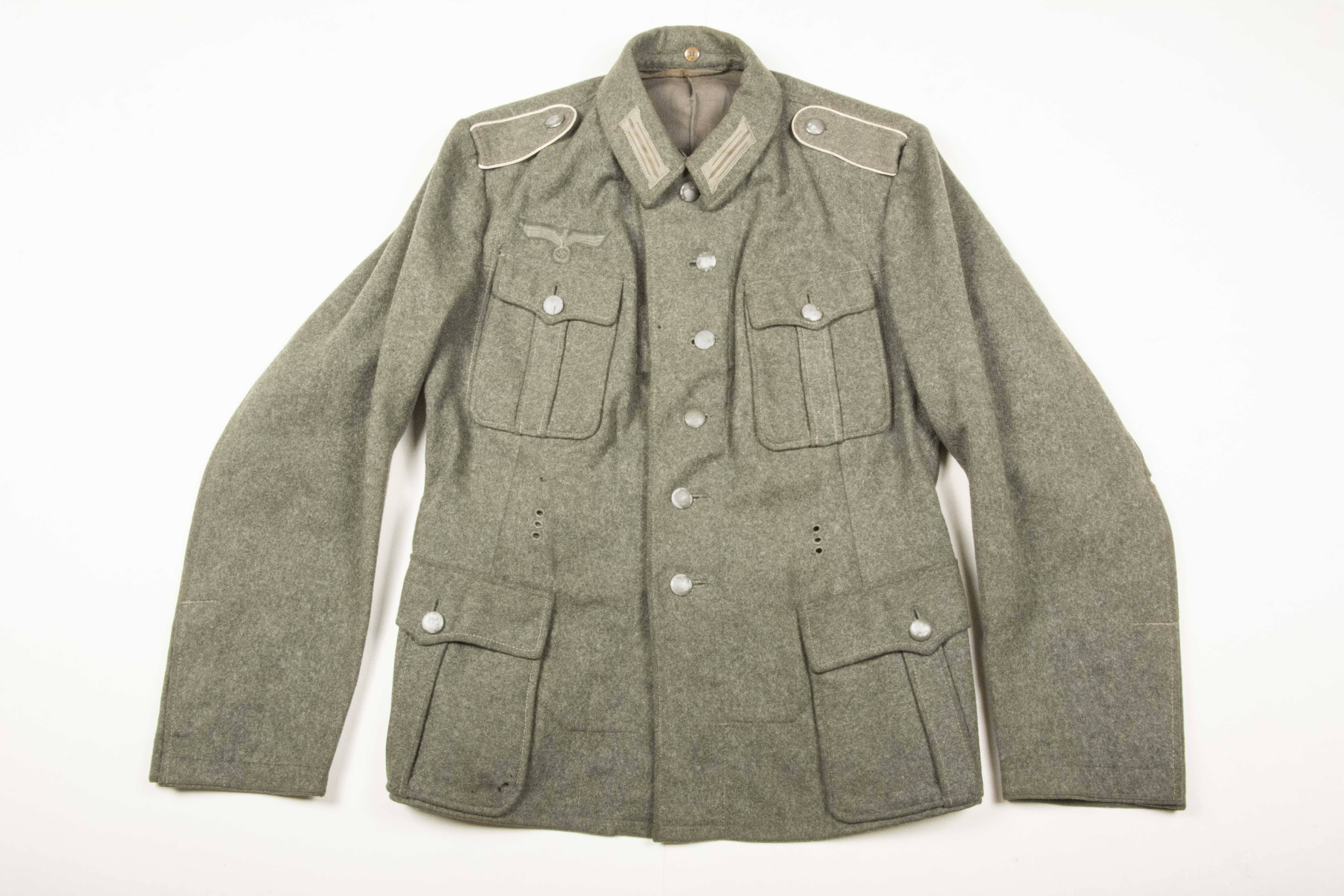
M41 Tunica dell'Heer

#### Tunica M42
La M42 è essenzialmente una tunica modello M40 o M41, ma con le pieghe rimosse da tutte le tasche per risparmiare materiali e tempi di produzione.

#### Tunica M43

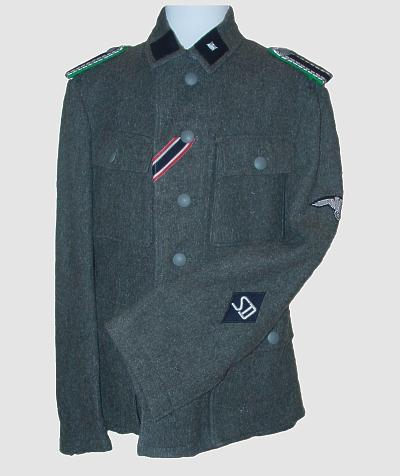
Uniforme M43 con insegne SD Sicherheitsdienst

L'M43 vide la rimozione di tutte le pieghe e i lembi smerlati dalla tunica da campo e le tasche iniziarono ad essere tagliate dritte anziché con bordi arrotondati. Molte tuniche M43 furono realizzate rimuovendo o semplificando il sistema di sospensione interno.

#### Blusa da campo modello 1944

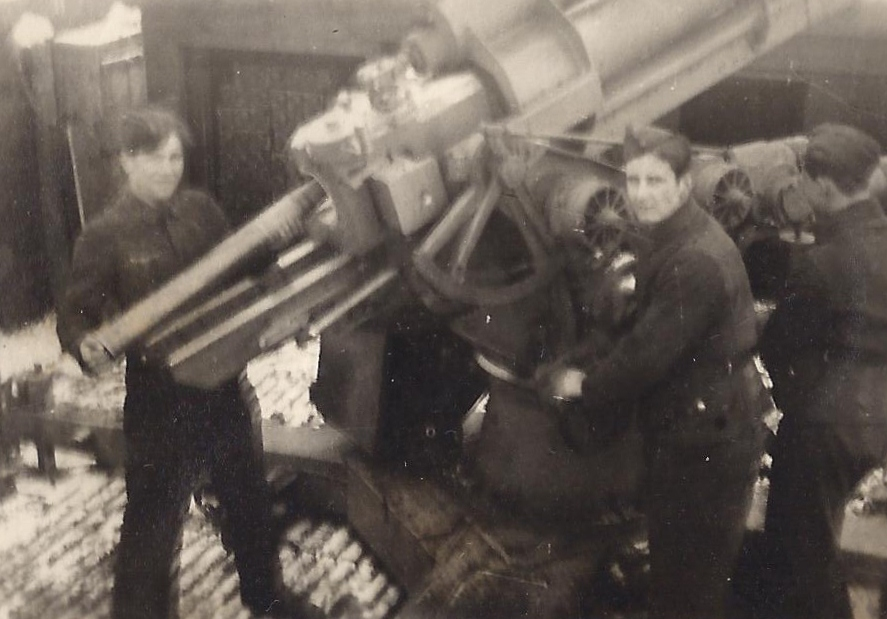
Equipaggio di cannoni antiaerei Flakhelfer in uniforme modello 1944

Alla fine del 1944, al fine di ridurre i costi di sartoria e di produzione, la Wehrmacht introdusse l'uniforme modello M44. Simile nell'aspetto al Battledress britannico o alla relativa giacca americana "Ike", l'M44 era diverso da qualsiasi altro modello precedente di uniforme tedesco e rappresentava la prima grande innovazione nel design dell'uniforme dal 1936.
Le falde della tunica venivano accorciate fino alla vita, veniva aggiunta una cintura interna e la tunica poteva essere indossata con il colletto aperto o chiuso. Il colore era il nuovo "Feldgrau 44", un marrone verdastro grigiastro. Il complicato e poco utilizzato sistema di sospensione interna venne finalmente abbandonato. Le insegne tedesche erano ancora indossate (aquila al petto, collare Litzen e spalline). Fatta eccezione per la divisione d'élite Panzer-Lehr-Division, che testò sul campo la nuova uniforme nell'estate del 1944 prima della sua approvazione per l'emissione generale, l'M44 veniva solitamente visto al fronte solo negli ultimi mesi di guerra e generalmente sulle truppe più inesperte: nuove sostituti, adolescenti Flakhelfer e milizie Hitlerjugend e Volkssturm.

#### Evoluzione dei colori dell'uniforme da campo
La produzione delle uniformi era affidata a diversi appaltatori privati con evidente disparità di fornitura in termini di qualità e colorazione.
| Colore | Modello |
| ------ | ------- |
|        | 1936    |
|        | 1938    |
|        | 1940    |
|        | 1944    |
|        | 1945    |

### Camicia
Gli ufficiali indossavano al di sotto della tunica camicie grigie e cravatte nere, ma originariamente gli ufficiali dovevano indossare le tuniche con i colletti chiusi in modo che le cravatte non fossero visibili. Tuttavia, nel 1943, fu consentito di indossare il colletto aperto in modo che si potesse vedere la cravatta (anche se sembra che poche persone si avvalessero di questa possibilità).

### Cappotto

#### M36
Il cappotto doppiopetto grigio di campo con colletto e tracolla verde scuro era indossato da tutti i gradi inferiori fino agli ufficiali generali. I generali e i feldmarescialli indossavano una variante con risvolti scarlatti (hochrot) e bottoni dorati.

### Pantaloni

#### M22 (M36)

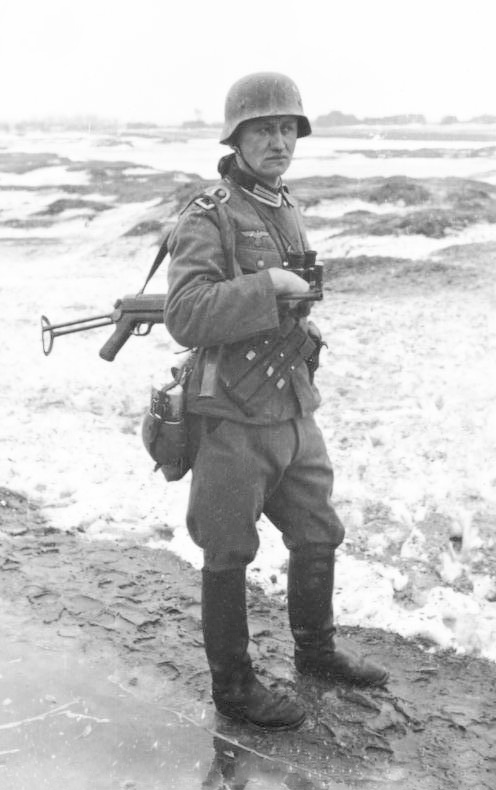
Sottufficiale della Wehrmacht con pantaloni M22, stivali alti prebellici e uniforme modello 1941 modificata con colletto verde.

Originariamente la tunica M36 era indossata con gli stessi pantaloni grigio pietra ( steingrau ) che la Reichswehr aveva introdotto nel 1922. Si trattava di pantaloni a vita alta, gamba dritta, chiusura con bottoni, bretelle e tre tasche interne più una tasca per l'orologio. Sul campo i pantaloni venivano indossati infilati negli stivali.

#### M40
Nel 1940 fu ordinato ai fornitori dell'esercito di interrompere la produzione del tessuto steingrau e di produrre invece pantaloni con lo stesso tessuto feldgrau della tunica; tuttavia i depositi dell'esercito continuarono a emettere scorte esistenti e i vecchi pantaloni scuri erano ancora visti frequentemente fino al 1942 circa.
M42
Un nuovo modello di pantaloni da campo fu introdotto nel 1942, in sostituzione del vecchio stile "Langhosen" a gamba dritta della prima guerra mondiale.
Questi pantaloni erano basati sul modello gebirgsjäger, progettati per essere indossati con stivali bassi e ghette, che iniziarono a sostituire gli stivali a partire dal 1941. Le nuove caratteristiche includevano caviglie affusolate, sedile rinforzato e vita dal taglio dritto, che includeva passanti per cintura e due linguette per l'uso opzionale delle bretelle, in contrasto con il design a coda di pesce del modello M36. I modelli HBT spesso avevano le gambe dritte e presentavano una linguetta e bottoni per assottigliare le caviglie, per un uso opzionale senza ghette.

#### M43
Alla fine della guerra, per le uniformi veniva utilizzato materiale di qualità inferiore, spesso riciclato. I pantaloni M43 hanno visto l'aggiunta di bottoni extra per ospitare una cintura rinforzata, mentre tutte le altre caratteristiche rimanevano praticamente le stesse.

### Berretti da campo

#### Berretto da campo (Feldmütze) M34/M38/M42
Il copricapo morbido originale per l'Heer, introdotto nel 1934, era un berretto pieghevole da guarnigione o da busta in lana feldgrau, simile a quello indossato dal personale americano, sovietico e della RAF ma con uno "scoop" sul davanti; lo Schiffchen ("piccola nave") era popolare, conveniente e indossato durante la guerra. Varianti in lana nera e cotone oliva furono fornite con le uniformi Panzer e tropicali. Le insegne consistevano in un emblema nazionale ricamato ( Wehrmachtsadler ) e una coccarda rosso-bianco-nero e (fino al 1942) un gallone rovesciato ( soutache ) in Waffenfarbe . I berretti degli ufficiali (M38) erano bordati in argento o alluminio (oro per i generali). Nel 1942 apparve una variante con una "piega" in due parti destinata a fungere da paraorecchie nella stagione fredda, fissata da due bottoni frontali: questa fu rapidamente superata dal berretto da campo M43.

#### Berretto da campo con visiera (Einheitsfeldmütze) M43
Sin da prima della prima guerra mondiale le truppe di montagna tedesche e austriache avevano indossato un "berretto da sci" con visiera ( Gebirgsmütze ) con paraorecchie abbassati fissati davanti da due bottoni. Una versione di questo berretto con visiera più lunga, falso risvolto e corona leggermente più bassa in twill di cotone verde oliva era stata fornita con l'uniforme tropicale. Nel 1943 un berretto simile in lana grigio campo con una visiera di lunghezza intermedia tra la versione da montagna e quella tropicale fu fornito a tutte le truppe solo per indossarlo sul campo; divenne rapidamente il copricapo morbido più comunemente visto nella parte anteriore. L'insegna era simile a quella del berretto laterale, sebbene l'aquila e la coccarda fossero entrambe indossate sopra il risvolto. Una versione nera è stata rilasciata ai membri dell'equipaggio Panzer.

#### Berretto con visiera (Schirmmütze)

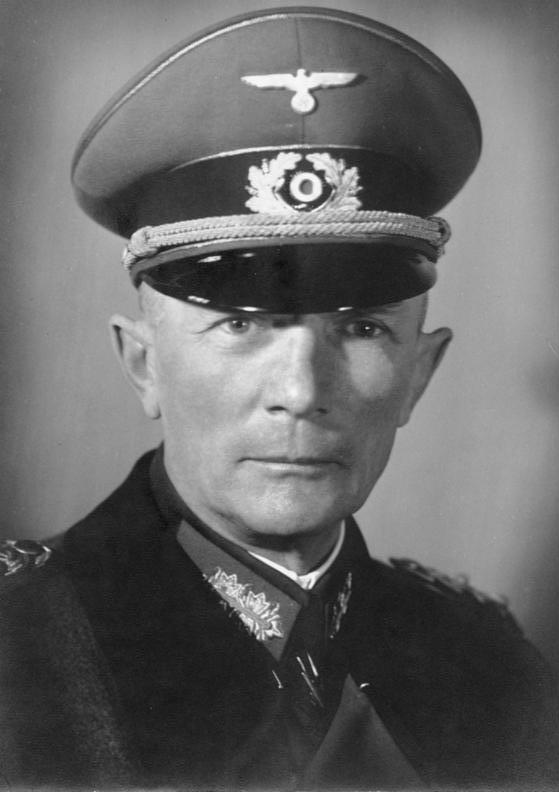
Il feldmaresciallo Fedor von Bock indossa lo Schirmmütze

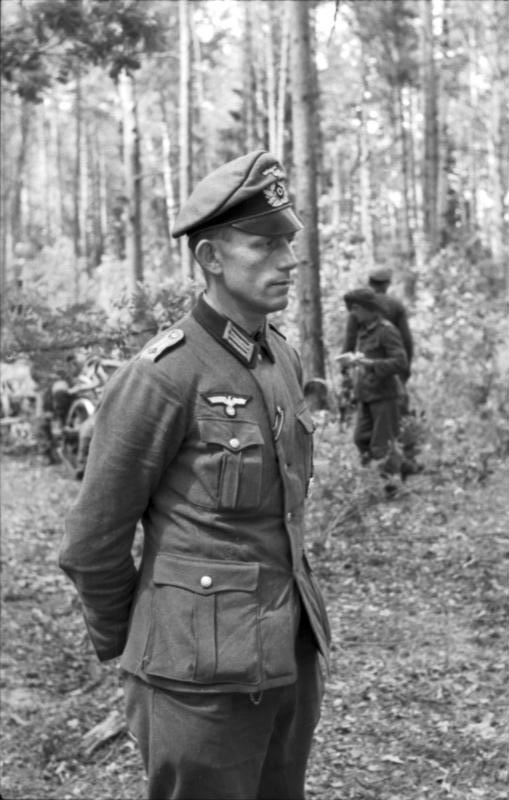
L'Oberleutnant indossa un Offizierfeldmütze älterer Art (berretto da campo degli ufficiali vecchio stile) in Russia nel 1943.

L'abito, il servizio e il berretto di uscita per tutti i gradi  era il berretto con visiera definito nel 1934. La fascia semirigida era ricoperta di tessuto verde bottiglia e la visiera rigida era disponibile in vari materiali ed era realizzata in gomma vulcanizzata nera, fibra, plastica o (occasionalmente) pelle verniciata . La corona ovale di lana era irrigidita con filo metallico in una forma curva a "sella" con una parte anteriore alta. Le insegne consistevano nella coccarda nazionale circondata da una corona di foglie di quercia sul davanti della fascia, con il Wehrmachtsadler sopra; questi erano in alluminio stampato o talvolta ricamati in lingotti per gli ufficiali (argento per ufficiali di compagnia e di campo e oro per i generali). I bordi della fascia e della corona sono stati bordati in Waffenfarbe. Gli uomini arruolati indossavano il berretto con un sottogola di pelle nera; gli ufficiali indossavano un paio di corde intrecciate in argento o alluminio (oro per i generali). I sottufficiali erano autorizzati a indossare lo Schirmmütze quando l'uniforme dell'epoca prescriveva il berretto da campo.
I berretti degli ufficiali erano spesso acquistati privatamente e avevano coperture di tessuto di qualità superiore; questi erano spesso intercambiabili e includevano versioni bianche estive e olive tropicali, nonché feldgrau.

#### Berretto da campo "vecchio stile" degli ufficiali
Allo stesso tempo fu introdotto il berretto laterale M34 per l'uso arruolato e fu autorizzato un berretto da campo pieghevole per gli ufficiali. Somigliante superficialmente allo Schirmmütze, questo berretto aveva una corona di diametro significativamente più piccolo senza il rinforzo in filo, una fascia morbida e una visiera di pelle flessibile o lana feldgrau . Le insegne erano tessute jacquard; sebbene nessun sottogola fosse autorizzato, gli ufficiali spesso aggiungevano le corde d'argento Schirmmütze . Questo berretto fu ufficialmente sostituito dallo Schiffchen M38 degli ufficiali, con data di usura 1 aprile 1942, ma quest'ordine fu generalmente ignorato e il popolare "Knautschmütze" fu indossato per tutta la guerra, diventando noto come ältere Art ( vecchio stile) berretto da campo.
Gli ufficiali e i sottufficiali sul campo a volte rimuovevano il rinforzo del filo dallo Schirmmütze per ottenere l'aspetto "schiacciato", in particolare i membri dell'equipaggio dei carri armati (per facilitare l'uso delle cuffie); questa pratica non autorizzata ma diffusa non va confusa con il berretto vecchio stile.

### Elmetto

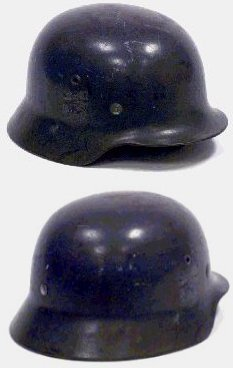
Stahlhelm della seconda guerra mondiale

Nel 1935 la Wehrmacht adottò una versione più bassa e leggera dell'elmetto M1916/18 "coal scuttle"; questo divenne l'onnipresente elmetto tedesco della seconda guerra mondiale, indossato da tutti i rami della Wehrmacht e delle SS, dalla polizia, dai vigili del fuoco e dalle organizzazioni del partito. I collezionisti distinguono piccole varianti di produzione come M35, M40 e M42. Gli elmi Heer erano originariamente dipinti "verde mela", un feldgrau semilucido leggermente più scuro del colore dell'uniforme; la pittura in fabbrica e sul campo in tempo di guerra copriva una gamma dal nero-verde molto scuro al grigio ardesia al verde oliva (e giallo sabbia in Africa), sempre più con vernice opaca o strutturata per eliminare i riflessi. L'esercito iniziò a rilasciare coperture per elmetti mimetici nel 1942, prima in Splittertarnmuster (modello a scheggia) e poi in Sumpftarnmuster (modello palude / palude o "acqua"); questi non erano mai abbondanti e i singoli soldati spesso improvvisavano copricaschi con tessuto Zeltbahn (tenda / poncho) con motivi a schegge, o meno frequentemente dipingevano a mano i loro caschi con motivi mimetici . I soldati coprivano anche i loro elmetti con una rete o una rete metallica in cui inserire il fogliame.

Decalcomanie per casco Heer

Lo Stahlhelme dell'esercito prebellico e di inizio guerra aveva decalcomanie a forma di scudo su entrambi i lati, strisce diagonali nere-bianche-rosse sulla destra e l'Heeresadler (aquila dell'esercito) in grigio-argento sulla sinistra; nel 1940 i colori nazionali e poi nel 1943 l'aquila furono interrotti, e le decalcomanie esistenti venivano spesso coperte durante la ridipintura.  Durante questo primo periodo, gli elmetti delle SS portavano uno scudo rosso con la svastica sulla sinistra e uno scudo bianco con le rune delle SS sulla destra. La Marina era come l'Esercito ma con l'aquila in oro, e gli elmetti della Luftwaffe sostituirono l'aquila di quel ramo.

### Stivali

#### Stivali (Marschstiefel"stivali da marcia")
Lo stivale alto fino al polpaccio è stato per generazioni la calzatura tradizionale del soldato tedesco. Gli stivali della Wehrmacht erano leggermente diversi da quelli della prima guerra mondiale: fatti di pelle martellata marrone (annerita con smalto), con suole di cuoio chiodate e ferri per i talloni. I pantaloni venivano indossati infilati all'interno. Originariamente 35–39 cm di altezza, gli stivali furono accorciati a 32–35 cm nel 1939 per salvare la pelle. Nel 1940 il cuoio stava diventando sempre più scarso e la produzione era limitata ai rami di combattimento, e nel 1941 gli stivali non venivano più distribuiti alle nuove reclute. Verso la fine del 1943 la produzione di stivali era cessata del tutto. Tuttavia, ancora nell'autunno del 1944 i depositi furono incoraggiati a rilasciare Marschstiefel alla fanteria e all'artiglieria, nella misura in cui erano disponibili.
Gli stivali degli ufficiali erano alti fino al ginocchio e più aderenti e (come al solito) spesso erano acquisti privati di qualità superiore. Dovevano essere indossati con i calzoni; tuttavia, questi tecnicamente non erano stivali "da cavallo", differivano in qualche modo dai Reitstiefel indossati (con speroni) dai reggimenti con tradizioni di cavalleria.  Con ordinanza del 31 ottobre 1939 la maggior parte degli ufficiali in prima linea indossava gli stivali EM più corti con Langhosen o Keilhosen, ma alcuni ignoravano i regolamenti e indossavano comunque gli stivali al ginocchio.

#### Stivaletti (Schnürschuhe"scarpe stringate")
Dal 1937 a ciascuna recluta furono forniti un paio di stivali da lavoro all'altezza della caviglia per l'addestramento di base e li tenne per i compiti di fatica e simili. A partire dal 1940 l'Esercito cessò di fornire stivali al personale di retrovia e autorizzò l'uso degli stivali da lavoro con l'uniforme da campo; A questo scopo furono prodotte ghette di tela o Gamaschen . Dal 1941 le Schnürschuhe furono autorizzate anche per le unità da combattimento e furono l'unica calzatura assegnata alle nuove reclute; nel 1943 il loro abbigliamento era diventato universale per tutta la Wehrmacht tedesca.

### Ufficiali
Sempre nel 1935 l'Heer introdusse una nuova tunica di servizio per ufficiali e sottufficiali anziani. Questa era sostanzialmente simile alla tunica degli altri ranghi, ma differiva nei dettagli: il colletto era del tipo alza e abbassa più alto e più appuntito, le spalle erano imbottite, le maniche avevano polsini profondi con risvolto, non c'era alcun sistema di sospensione interno. o occhielli per i ganci della cintura, e c'erano due bottoni a rampa nella parte posteriore della vita per sostenere la cintura. Poiché gli ufficiali dovevano acquistare le proprie uniformi, molte di queste tuniche erano fatte su misura o prodotte da sarti di gentiluomini, e se acquistate per abiti di servizio per la maggior parte utilizzavano gabardine di lana di alta qualità ( Trikot ), pelle di daino o cordoncino. Per questo motivo il Dienstrock degli ufficiali non subì le modifiche di risparmio sui costi che interessarono l'M36 arruolato e mantenne il colletto verde e le tasche smerlate e pieghettate per tutta la guerra. Dopo che l'esercito autorizzò a indossare il colletto aperto con una cravatta nel 1943, le tuniche di alcuni ufficiali furono realizzate con risvolti fissi come la Luftwaffe Tuchrock .
Sebbene l'M35 rimase l'uniforme di servizio regolamentare, subito dopo lo scoppio della guerra, agli ufficiali delle unità di combattimento del grado di comandante di reggimento o inferiore fu ordinato di indossare l'uniforme di altro grado più pratica (e meno appariscente) per il servizio in prima linea., e salva l'uniforme "buona" per uscire, indossare in ufficio e in guarnigione; alcune di queste tuniche EM furono modificate privatamente con polsini francesi e colletti in stile ufficiale. Tuttavia, molti ufficiali ignorarono i regolamenti e indossarono il Dienstrock davanti, a volte anche con i calzoni.

## Uniforme formale

### Waffenrock

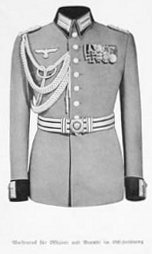
Waffenrock

Il Waffenrock (cappotto militare) è un'uniforme militare indossata per eventi ufficiali come cerimonie e parate nonché come abbigliamento da libera uscita. Esso discende da quello introdotto dall'esercito prussiano nel 1842 e rapidamente adottato dagli altri stati tedeschi. Nella sua forma della Wehrmacht rilasciata nel 1935, era una tunica aderente a otto bottoni lunga fino alla coscia di pregiata lana feldgrau, senza tasche esterne. Il colletto era più alto della tunica di servizio e portava Litzen più elaborati, ricamati tutti in bianco-argento e montati su un supporto di Waffenfarbe ; sotto i bottoni dei polsini svedesi verde scuro apparivano Ärmelpatten più piccoli, simili nell'aspetto a Litzen . I bordini in Waffenfarbe bordavano anche il colletto, i polsini, la chiusura anteriore e lo spacco posteriore smerlato.